# Palacio de Revillagigedo
Palacio de Revillagigedo är ett monument i Spanien.   Det ligger i provinsen Province of Asturias och regionen Asturien, i den norra delen av landet, 400 km norr om huvudstaden Madrid. Palacio de Revillagigedo ligger 16 meter över havet.
Terrängen runt Palacio de Revillagigedo är varierad. Havet är nära Palacio de Revillagigedo norrut. Runt Palacio de Revillagigedo är det tätbefolkat, med 383 invånare per kvadratkilometer. Närmaste större samhälle är Gijón, 1,1 km söder om Palacio de Revillagigedo. Omgivningarna runt Palacio de Revillagigedo är en mosaik av jordbruksmark och naturlig växtlighet.